# Mercy (песня Даффи)
«Mercy» (с англ. — «Милосердие») — сингл британской певицы Даффи, выпущенный в феврале 2008 года с ее дебютного студийного альбома Rockferry. Если не считать изданный в конце 2007 года ограниченным тиражом сингл с песней «Rockferry», это был первый релиз в карьере певицы. Песня была номинирована на несколько премий в 2008 году, в том числе на премию Грэмми в категории Лучшее женское поп-вокальное исполнение. Кроме того, она заняла 1-е место в UK Singles Chart в феврале 2008 года, оставаясь на вершине чарта в течение пяти недель, и стал третьим самым продаваемым синглом 2008 года в Великобритании, с продажами более 500 000 копий. Песня достигла мирового успеха, возглавив чарты в Австрии, Германии, Греции, Нидерландах, Норвегии, Республике Ирландия, Швейцарии и Турции, а также вошла в первую пятерку чартов в Бельгии, Дании, Франции, Италии, Японии, Новой Зеландии, Румынии, Испании и Швеции. Это самый продаваемый сингл Даффи на сегодняшний день.

## История
Со Стивом Букером, с которым они вместе эту песню напишут и кто также эту песню и спродюсирует, Даффи познакомилась случайно. Певица рассказывала в 2008 году:
Я встретила Стива абсолютно случайно. Около года назад я искала жильё, постучала в дверь, встретила сонграйтера, поехала в студию и провела потрясающие две недели за написанием последних двух песен на этой пластинке.
Даффи также рассказывала более подробную историю создания песни журналу Spin:
К тому времени стихи к «Mercу» я уже написала, она была в моей голове чем-то вроде мелодической поэмы, которую я просто должна была оттуда вынуть, и я знала точно, как я хотела, чтобы это звучало. Стив был очень терпелив. он сидел за фортепьяно и подкладывал под неё аккорды и мы построили песню от [самого] низа к вершине. Это очень важно, чтобы мои песни проистекали из органического источника, а не из цикла на ударной машинке. Ты можешь приодеть [песню], как тебе нравится, но в финале всё упирается в силу самой песни, мелодию и слова.

Стихи были о наличии чувства к кому-то, будь это романтическое чувство или просто химическое притяжение, которого ты не хочешь, и ты отчаянно хочешь, чтобы это чувство тебя отпустило. Я очень осторожно рассказываю о том, о чём какая-то [моя] песня, это мои проблемы и мой багаж, и когда кто-то другой слушает эту песню, это уже не о моём багаже, это об их багаже. Я не хочу, чтобы в «Mercy» была более важна ситуация, что её вдохновила, чем сама песня. Говорит [тут] сама песня.
По словам Даффи, в песне поется о сексуальной свободе и о том, что не нужно идти на поводу у своего любимого.

## Приём публики
В Великобритании песня поднялась на 1 место синглового чарта, хотя даже не была издана на физическом носителе, — то есть за счёт одних только цифровых продаж (скачиваний). В сумме песня побывала на 1 месте в 10 странах (включая уже упоминавшуюся Великобританию, Германию, Грецию, Нидерланды, Ирландию, Норвегию, Испанию, Швейцарию), а также в публиковавшемся журналом «Билборд» общеевропейском хит-параде European Hot 100.
Песня «Mercy» получила Премию Игоря Новелло 2009 года в категории «Чаще всего проигрываемая песня».
Теперь песня очень популярна в караоке, сайт Songfacts даже называет её «одним из столпов караоке-баров».

## Критика
Песня получила ошеломляющее признание критиков. Их впечатлила яркая басовая линия и джазовая тема. Сайт Digital Spy написал положительный отзыв, отметив, что сингл олицетворяет собой броский, танцевальный северный соул и что басовая линия практически пахнет потом и несвежим сигаретным дымом. Газета The Times в обзоре для Rockferry написала, что «Mercy» ― это короткая, но чертовски запоминающаяся композиция и классический радио-хит.
Песня также была внесена в списки различных критиков. Билл Лэмб из About.com поместил песню на 29-е место в списке своих любимых 100 песен 2008 года. Фред Бронсон из Billboard поместил ее на 2-е место.

## Видеоклип
В основном музыкальном клипе, снятом режиссером Дэниелом Вулфом, Даффи стоит на сцене на высоких каблуках и поет. Клип был номинирован на две премии UK Music Video Awards в категориях Приз зрительских симпатий и Лучшее поп-видео. Он был выпущен в британском iTunes Store 26 января 2008 года.
Второй видеоклип был выпущен для американского рынка режиссером Адрией Петти.

## В массовой культуре
Песня была перепета множество раз. Актеры американского телесериала Glee исполнили песню в третьем сезоне. Их кавер-версия была выпущена в качестве сингла по всему миру для продвижения сериала и достигла 94 и 49 мест в чартах синглов Великобритании и Ирландии соответственно.
Она прозвучала в фильме «Девушка моего лучшего друга» и телесериалах «Мыслить как преступник», «Тайны Смолвиля», «Скорая помощь», «Анатомия страсти», «Красавцы», «Рыцарь дорог» и других.
Эта песня также фигурировала в игре FIFA 09.

## Трек-лист
| Digital download 1. "Mercy" CD single 1. "Mercy" 2. "Tomorrow" (Duffy, Eg White) UK 7" vinyl single 1. "Mercy" 2. "Save It for Your Prayers" (Duffy, Sacha Skarbek) Australian digital download 1. "Mercy" 2. "Tomorrow" 3. "Oh Boy" 4. "Save It For Your Prayers" | UK B-Side digital download 1. "Tomorrow" 2. "Save It For Your Prayers" Premium CD single 1. "Mercy" 2. "Tomorrow" 3. "Oh Boy" 4. "Save It for Your Prayers" 5. "Mercy" music video |

## Чарты
| Чарт (2008)                                 | Высшая позиция |
| ------------------------------------------- | -------------- |
| Австралия (ARIA)                            | 26             |
| Австрия (Ö3 Austria Top 40)                 | 1              |
| Бельгия/Фландрия (Ultratop 50)              | 3              |
| Бельгия/Валлония (Ultratop 50)              | 5              |
| Канада (Billboard Canadian Hot 100)         | 11             |
| Чехия (Rádio — Top 100)                     | 3              |
| Дания (Tracklisten)                         | 2              |
| Европа (Billboard European Hot 100 Singles) | 1              |
| Финляндия (Suomen virallinen lista)         | 3              |
| Франция (SNEP)                              | 2              |
| Германия (GfK)                              | 1              |
| Greece (IFPI)                               | 2              |
| Венгрия (Rádiós Top 40)                     | 1              |
| Ирландия (IRMA)                             | 1              |
| Италия (FIMI)                               | 3              |
| Япония (Billboard Japan Hot 100)            | 3              |
| Нидерланды (Dutch Top 40)                   | 1              |
| Нидерланды (Single Top 100)                 | 1              |
| Новая Зеландия (Recorded Music NZ)          | 4              |
| Норвегия (VG-lista)                         | 1              |
| Portugal Digital Songs (Billboard)          | 1              |
| Romanian Singles Chart                      | 4              |
| Шотландия (OCC Scotland)                    | 1              |
| Испания (PROMUSICAE)                        | 2              |
| Швеция (Sverigetopplistan)                  | 3              |
| Швейцария (Schweizer Hitparade)             | 1              |
| Великобритания (OCC UK Singles)             | 1              |
| США (Billboard Hot 100)                     | 27             |
| США (Billboard Adult Alternative Songs)     | 4              |
| США (Billboard Adult Pop Airplay)           | 16             |
| США (Billboard Dance/Mix Show Airplay)      | 17             |
| США (Billboard Dance Club Songs)            | 35             |
| США (Billboard Pop Airplay)                 | 22             |
| Venezuela Pop Rock (Record Report)          | 1              |

| Chart (2016)                    | Peak position |
| ------------------------------- | ------------- |
| Польша (Polish Airplay Top 100) | 74            |

| Страна (2008)                        | Позиция |
| ------------------------------------ | ------- |
| Australia (ARIA)                     | 72      |
| Austria (Ö3 Austria Top 40)          | 5       |
| Belgium (Ultratop Flanders)          | 6       |
| Belgium (Ultratop Wallonia)          | 18      |
| Canada (Canadian Hot 100)            | 36      |
| European Hot 100 Singles (Billboard) | 2       |
| France (SNEP)                        | 7       |
| Germany (Official German Charts)     | 6       |
| Hungary (Rádiós Top 40)              | 17      |
| Ireland (IRMA)                       | 13      |
| Japan (Japan Hot 100)                | 23      |
| Netherlands (Dutch Top 40)           | 13      |
| Netherlands (Single Top 100)         | 5       |
| New Zealand (Recorded Music NZ)      | 30      |
| Spain (PROMUSICAE)                   | 8       |
| Sweden (Sverigetopplistan)           | 6       |
| Switzerland (Schweizer Hitparade)    | 3       |
| UK Singles (Official Charts Company) | 3       |

| Чарт (2000–2009)                 | Позиция |
| -------------------------------- | ------- |
| Germany (Official German Charts) | 26      |

| Регион | Сертификация  | Продажи    |
| --- | ------------- | ---------- |
| Австралия (ARIA) | Платиновый    | 70 000^    |
| Бельгия (BEA) | Платиновый    | 30,000     |
| Дания (IFPI Danmark) | 2× Платиновый | 30 000^    |
| Германия (BVMI) | Платиновый    | 300 000    |
| Новая Зеландия (RMNZ) | Золотой       | 7500*      |
| Испания (PROMUSICAE) | 3× Платиновый | 75 000^    |
| Швейцария (IFPI Switzerland) | Платиновый    | 30 000^    |
| Великобритания (BPI) | 2× Платиновый | 1 200 000  |
| США (RIAA) | Платиновый    | 1 000 000^ |
| * Данные о продажах приведены только на основе сертификации. · ^ Данные о тиражах приведены только на основе сертификации. · Данные о продажах + прослушиваниях приведены только на основе сертификации. |               |            |